# Čačanska najbolja
Čačanská najbolja (Prunus domestica 'Čačanská najbolja') je ovocný strom, kultivar druhu slivoň z čeledi růžovitých. Je řazena mezi pološvestky. Plody jsou velké, ale málo chutné. Je vhodná pro přímou konzumaci a na zpracování. Sklizňové zralosti odrůda dosahuje koncem srpna.

## Původ
Byla vypěstována v Čačaku (Srbsko), zkřížením odrůd 'Wangenheimova' a 'Požegača' (Domácí švestka). 

## Vlastnosti
Růst bujný, později střední. Plodnost raná, pravidelná a často velmi vysoká. Částečně samosprašná odrůda, mezi opylovače patří Čačanská lepotica a Stanley. Zraje v první polovině srpna. Vyžaduje teplé osluněné polohy, propustné živné půdy s dostatkem vlhkosti. Řez nutný.

## Plod
Plod podlouhlý, velký. Slupka modrá, ojíněná. Dužnina je zelenožlutá, jde dobře od pecky. Chuť jen průměrná.

## Choroby a škůdci
Tolerantní k šarce, netrpí moniliózou. 